# منتخب اليابان لكرة السلة للسيدات
منتخب اليابان الوطني لكرة السلة للسيدات هو المنتخب الذي يمثل اليابان في منافسات كرة السلة الدولية للنساء، والذي يقوم إتحاد اليابان لكرة السلة بإدارة شؤونه، يعتبر من أقوى منتخبات آسيا في كرة السلة حيث تمكن من الفوز 3 مرات من الفوز ببطولة آسيا، كما شارك ببطولة العالم 16 مرة وفاز بالوصافة مرة واحدة، ويحتل المركز السابع عشر في تصنيف فيبا لكرة السلة.

## وصلات خارجية
- الموقع الرسمي